# Bukowina (Węgierska Górka)
Bukowina – część wsi Węgierska Górka w Polsce położona w województwie śląskim, w powiecie żywieckim, w gminie Węgierska Górka.
W latach 1975–1998 Bukowina administracyjnie należała do województwa bielskiego.